# Béchar
Béchar  (en árabe:  بشار  Bishār); (en Tifinag ⴱⴻⵛⵛⴰⵔ), Beccar; también Béchar o Colomb-Bechar  es el nombre de una ciudad de Argelia, capital de la provincia o wilaya del mismo nombre. La ciudad tenía en 2008 una población de 165.627 habitantes. 

## Situación
Está situada en el borde del Sahara, y su antiguo nombre es Colomb-Bechar. 
Bechar es la ciudad más grande del sudoeste argelino, y el centro administrativo de la Saoura. Su rápido desarrollo está estrechamente vinculado a la presencia del ejército argelino, en particular, a lo largo de la frontera marroquí. Béchar se encuentra a 80 km de la frontera marroquí, 1150 km de la capital, Argel, cerca de 700 km del mar y 852 kilómetros de Tinduf. 
La histórica ciudad de Bashar pertenecía a Marrakech (Marruecos) hasta 1903, cuando la anexión colonial francesa la separó. La Universidad de Bechar incluye más de 13 especialidades incluidas las ciencias tecnológicas, la legislación y la gestión, así como notas árabes. 
El territorio del municipio de Béchar está situado al norte de su provincia o valiato. Béchar se sitúa en el límite noroeste del Sahara argelino. Se considera que la ciudad forma parte de la región de Saoura.
| Noroeste: Lahmar  | Norte: Mougheul | Noreste: Beni Ounif |
| Oeste: Kenadsa    |                 | Este: Beni Ounif    |
| Suroeste: Kenadsa | Sur: Taghit     | Sureste: Taghit     |

## Geografía
Béchar se encuentra a una altitud de 747 m en las orillas del Uadi Béchar, atraviesa la ciudad de noreste a suroeste. Las montañas rocosas de Djebel Béchar al sureste, alcanzando los 1206 m  al este de la ciudad. Más al noreste, la sierra de Djebel Antar se eleva aún más, a 1953 m. El noroeste, por el contrario, es un reg, una llanura rocosa típica del desierto.

### Relieve
Béchar está rodeada de cadenas montañosas :
- el Djebel Antar  de 1953 m
- el Djebel Grouz de 1835 m
- el Djebel Béchar de 1206 m

### Clima
Béchar tiene un Clima árido cálido, (Clasificación climática de Köppen  BWh ), con veranos extremadamente calurosos e inviernos cálidos a pesar de la gran elevación. Hay muy poca lluvia durante todo el año, y los veranos son especialmente secos
| Parámetros climáticos promedio de Béchar (1976–2005, extremes 1906–present) | Parámetros climáticos promedio de Béchar (1976–2005, extremes 1906–present) | Parámetros climáticos promedio de Béchar (1976–2005, extremes 1906–present) | Parámetros climáticos promedio de Béchar (1976–2005, extremes 1906–present) | Parámetros climáticos promedio de Béchar (1976–2005, extremes 1906–present) | Parámetros climáticos promedio de Béchar (1976–2005, extremes 1906–present) | Parámetros climáticos promedio de Béchar (1976–2005, extremes 1906–present) | Parámetros climáticos promedio de Béchar (1976–2005, extremes 1906–present) | Parámetros climáticos promedio de Béchar (1976–2005, extremes 1906–present) | Parámetros climáticos promedio de Béchar (1976–2005, extremes 1906–present) | Parámetros climáticos promedio de Béchar (1976–2005, extremes 1906–present) | Parámetros climáticos promedio de Béchar (1976–2005, extremes 1906–present) | Parámetros climáticos promedio de Béchar (1976–2005, extremes 1906–present) | Parámetros climáticos promedio de Béchar (1976–2005, extremes 1906–present) |
| Mes | Ene.                                                                        | Feb.                                                                        | Mar.                                                                        | Abr.                                                                        | May.                                                                        | Jun.                                                                        | Jul.                                                                        | Ago.                                                                        | Sep.                                                                        | Oct.                                                                        | Nov.                                                                        | Dic.                                                                        | Anual                                                                       |
| --- | --------------------------------------------------------------------------- | --------------------------------------------------------------------------- | --------------------------------------------------------------------------- | --------------------------------------------------------------------------- | --------------------------------------------------------------------------- | --------------------------------------------------------------------------- | --------------------------------------------------------------------------- | --------------------------------------------------------------------------- | --------------------------------------------------------------------------- | --------------------------------------------------------------------------- | --------------------------------------------------------------------------- | --------------------------------------------------------------------------- | --------------------------------------------------------------------------- |
| Temp. máx. abs. (°C) | 27.2                                                                        | 31.2                                                                        | 38.0                                                                        | 37.0                                                                        | 41.2                                                                        | 43.4                                                                        | 45.0                                                                        | 47.8                                                                        | 41.0                                                                        | 37.7                                                                        | 30.5                                                                        | 27.8                                                                        | 47.8                                                                        |
| Temp. máx. media (°C) | 15.9                                                                        | 18.8                                                                        | 22.4                                                                        | 26.2                                                                        | 30.6                                                                        | 36.5                                                                        | 40.1                                                                        | 39.2                                                                        | 34.2                                                                        | 27.5                                                                        | 20.9                                                                        | 17.0                                                                        | 27.4                                                                        |
| Temp. media (°C) | 9.7                                                                         | 12.4                                                                        | 16.1                                                                        | 20.0                                                                        | 24.5                                                                        | 30.0                                                                        | 33.5                                                                        | 32.9                                                                        | 28.1                                                                        | 21.6                                                                        | 15.1                                                                        | 10.9                                                                        | 21.2                                                                        |
| Temp. mín. media (°C) | 3.5                                                                         | 6.0                                                                         | 9.8                                                                         | 13.7                                                                        | 18.3                                                                        | 23.5                                                                        | 26.9                                                                        | 26.5                                                                        | 21.9                                                                        | 15.6                                                                        | 9.2                                                                         | 4.8                                                                         | 15.0                                                                        |
| Temp. mín. abs. (°C) | -4.8                                                                        | -4.0                                                                        | 0.2                                                                         | 4.0                                                                         | 7.8                                                                         | 10.1                                                                        | 17.8                                                                        | 17.0                                                                        | 12.0                                                                        | 5.9                                                                         | -0.1                                                                        | -3.9                                                                        | -4.8                                                                        |
| Precipitación total (mm) | 9.0                                                                         | 8.5                                                                         | 8.8                                                                         | 7.5                                                                         | 5.3                                                                         | 5.0                                                                         | 0.7                                                                         | 2.0                                                                         | 7.4                                                                         | 10.6                                                                        | 13.6                                                                        | 8.2                                                                         | 86.6                                                                        |
| Días de precipitaciones (≥ 0.1 mm) | 2.4                                                                         | 2.4                                                                         | 2.4                                                                         | 1.9                                                                         | 2.0                                                                         | 1.6                                                                         | 0.8                                                                         | 1.4                                                                         | 3.2                                                                         | 3.2                                                                         | 2.4                                                                         | 2.1                                                                         | 25.8                                                                        |
| Horas de sol | 245                                                                         | 249                                                                         | 304                                                                         | 316                                                                         | 348                                                                         | 348                                                                         | 361                                                                         | 335                                                                         | 297                                                                         | 280                                                                         | 236                                                                         | 240                                                                         | 3559                                                                        |
| Humedad relativa (%) | 43                                                                          | 34                                                                          | 28                                                                          | 25                                                                          | 21                                                                          | 19                                                                          | 15                                                                          | 17                                                                          | 24                                                                          | 31                                                                          | 40                                                                          | 45                                                                          | 29                                                                          |
| Fuente n.º 1: World Meteorological Organization (temperaturas medias y precipitación, 1976–2005) |                                                                             |                                                                             |                                                                             |                                                                             |                                                                             |                                                                             |                                                                             |                                                                             |                                                                             |                                                                             |                                                                             |                                                                             |                                                                             |
| Fuente n.º 2: Cappelen, John; Jensen, Jens. "Algeriet – Bechar" (PDF). Climate Data for Selected Stations (1931–1960) (en danés). Instituto meteorológico danés. p. 10. Archived from the original (PDF) on 27 April 2013; Meteo Climat (record highs and lows) |                                                                             |                                                                             |                                                                             |                                                                             |                                                                             |                                                                             |                                                                             |                                                                             |                                                                             |                                                                             |                                                                             |                                                                             |                                                                             |

### Transporte

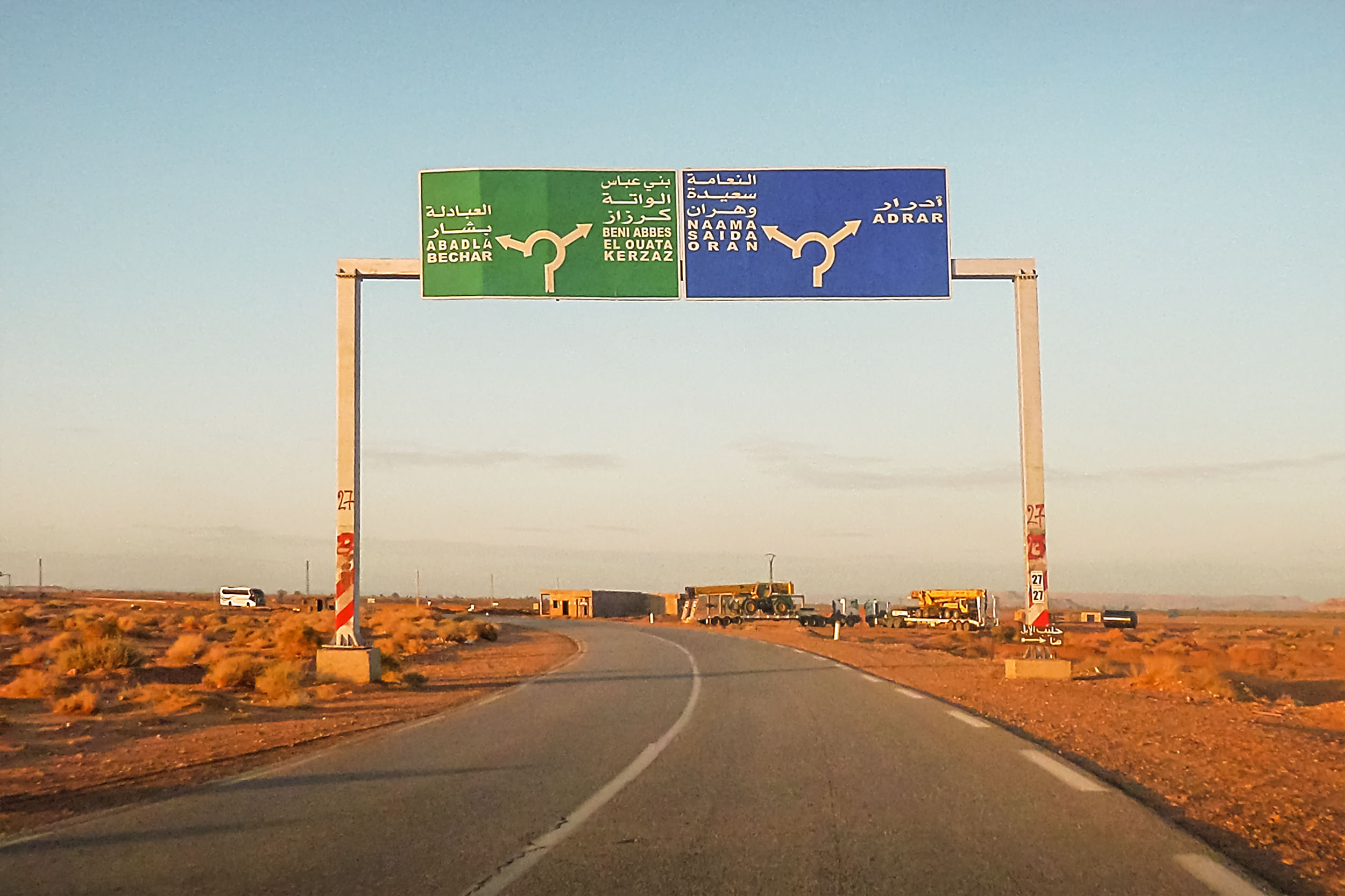
Carteles señalizadores en una carretera del valiato de Béchar

Béchar dispone de un aeropuerto el de Aeropuerto de Béchar - Boudghene Ben Ali Lotfi,(Béchar Leger, código IATA: CBH) situado a 5 km al noroeste de la ciudad. Los vuelos operados por Air Algérie la unen al Aeropuerto Internacional Houari Boumedienne y al Aeropuerto de Orán Es Sénia.
El municipio de Béchar está atravesado por la carretera RN 6, llamada «ruta de los Oasis», que une la ciudad de Sig, situada al noroeste de Argelia, con la ciudad de Timiaouine, situada en el extremo sur de Argelia en la frontera con Malí, vía Béchar y Adrar.
El 15 de julio de 2010, se inauguró la línea ferroviaria Orán-Béchar, de una longitud de 700 km.
El viaje se efectúa en 10 horas. Su línea de tren abrirá el sudoeste de Argelia y aumentará el comercio entre el norte y el sur de Argelia al conectar a las siguientes ciudades hasta Orán: Oued Tlelat, Sidi Bel Abbes, 
Ras El Ma, Méchria, Naâma, Ain Sefra, Beni Ounif.

### Localidades del municipio
En 1984, el municipio de Béchar estaba formado por las localidades siguientes:
- Béchar-Centr
- Kasr Béchar
- Debdaba
- Béchar Djedid
- Ouakda
- Benzireg
- Hassi Haouari
- Zouzfana
- Gharassa
- Manouarar Nekheila

Un barrio se llama  Mer Niger, por el nombre del Ferrocarril transahariano.

## Historia
Hacia finales del siglo XVII el Bey del oeste ordenó expediciones al Sahara con las que quería extender su dominación. Los objetivos de estas expediciones eran dobles: establecer una cartografía de esta parte del Sahara y encontrar agua. Se prometió una recompensa a cualquiera que descubra puntos de agua aún desconocidos,  recibiendo una bonificación anual, también estaban exentos de impuestos y obligaciones militares. Entre estos exploradores, muchos murieron de sed o se perdieron en el Sahara lejos de las rutas comerciales. Sin embargo, muchos de ellos descubrieron áreas mineras y fuentes de agua (pero a menudo salobres).
Las tradiciones locales informan que un día, un viajero le pidió al Bey una audiencia, y luego le presentó en una guerba hecha de piel de cabra con agua limpia, que explicó  había recogido de un manantial que había descubierto en El valle de Zousfana. El Bey agradeció públicamente al enviado, y después de felicitarlo, puso al explorador el apodo "'El Bechar", que significa el que trae buenas noticias, un apodo que se utilizará para designar a toda la región ·.

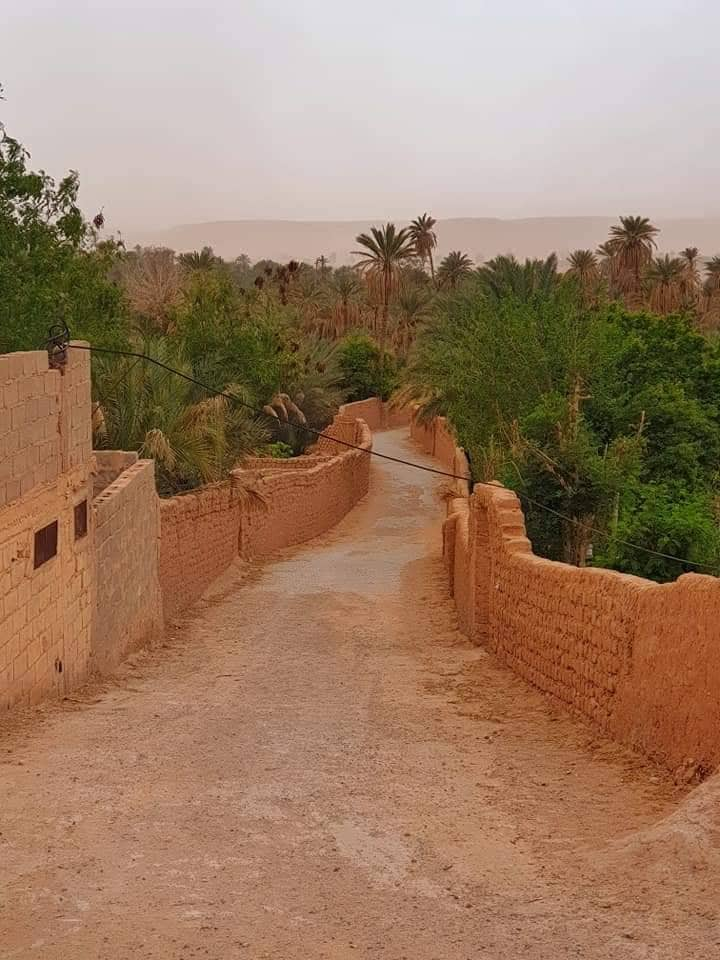
Viejo Ksar de Béchar.

Como el área era bastante plana, facilitó la creación de palmeral gracias a la posibilidad de utilizar agua del manantial recién descubierto. El Bey elige, entre otros, la tribu de Ouled Nasir para trabajar la tierra de la región y establecerse allí. Ofreció a estos últimos varios animales (caballos, mulas y ovejas) para facilitar su instalación y ordenó la construcción de un primer fuerte en este nuevo lugar.
Rápidamente, el nuevo palmeral prosperó y fue reconocido en la región por sus higos y dátiles, pero también por los diversos animales de caza. Llegó a Oued Guir, no lejos de este lugar y aseguró la prosperidad de la nueva ciudad, que rápidamente vio a muchas tribus nómadas ponerse bajo la protección de la ciudad y el campamento no lejos de Bechar. Sin embargo, unas décadas más tarde, la región conocida por las fuertes inundaciones de Oued motivó a Ouled Nasir a abandonar la zona para establecerse más al norte en las llanuras marroquíes de Ghrarb.
Advertido de estos terribles eventos, el Bey del oeste buscó nuevos voluntarios para continuar el trabajo de Ouled Nasir, pero la mayoría de las tribus y ciudadanos del Beylicat del oeste de la Regencia de Argel se negaron, por miedo a morir en el desierto en las mismas condiciones. Ante esta situación, el Bey decidió enviar esclavos y tribus por la fuerza y, por lo tanto, constituyó el lugar de Abda. Allí construyó el Fuerte de Zoukourt, donde vivían la mayoría de los esclavos. Rápidamente, muchas personas de Tell acudieron a la región y fueron tan numerosas que la gente de Abda decidió construir un nuevo Ksar junto al de Zoukourt, que se llamaba Zekakor (o pequeño Zakour). Así, la región de Bechar se convirtió en una llanura fértil cubierta de cultivos, desde la presa de Ouakda y el valle del actual wadi hasta el palmeral de Ait Hamou Aissa y el piedemonte del Jebel Bechar, a medio camino de Bechar a Gharassa.

### El asedio de la fortaleza de Zakour
El sultán Lakhal (sultán de Gharb y Tafilalet) se enteró de que Bechar era una región muy fértil y tenía muchas fuentes de agua de buena calidad y, por lo tanto, decidió apoderarse del ksar de Zakour a la que asedió. Cortó todas las presas y todas las séguias que alimentaban los jardines, y destruyó una buena cantidad de cultivos. El asedio de Zakour duró un año, sin éxito para los sitiadores. Las tradiciones locales, recogidas en particular por L. Cesard en su trabajo antropológico sobre la región, dicen que los habitantes del Ksar, cuando solo quedaban unos pocos kilogramos de trigo y menos de una docena de vaquillas, decidieron por consejo de un "anciano" de la asamblea de Abda, alimentar a una de las vaquillas que poseían con los cereales que quedaban antes de liberarla para que los sitiadores la recuperaran. La noche siguiente, la vaca fue capturada por los sitiadores que la mataron antes de darse cuenta de que el estómago de la bestia estaba lleno de trigo. El sultán sitiador, informado de este hecho, decidió levantar el asedio.
Unos años más tarde, familias nómadas de las tribus bereberes de Ait Atta vinieron a establecerse en Bechar, especialmente construyendo el Ksar El Beidh. Posteriormente, muchas otras tribus nómadas llegaron a establecerse en la región con sus rebaños, pero la mayoría se quedó solo temporalmente.

### Acoso de Bechar por varias tribus
Los Ghenanma, una tribu beduina del Draa, establecida en particular en el valle del Saoura, llevaron a cabo numerosas incursiones en Bechar y sus alrededores para abastecerse principalmente de dátiles y cereales. Los habitantes de la región apelaron a las tribus beduinas de Doui Menia, recientemente asentadas en el valle de Guir, para protegerlas a cambio de tierras. Este últimos aceptaron, antes de que algunos de ellos rompieran el contrato para reanudar su vida nómada.

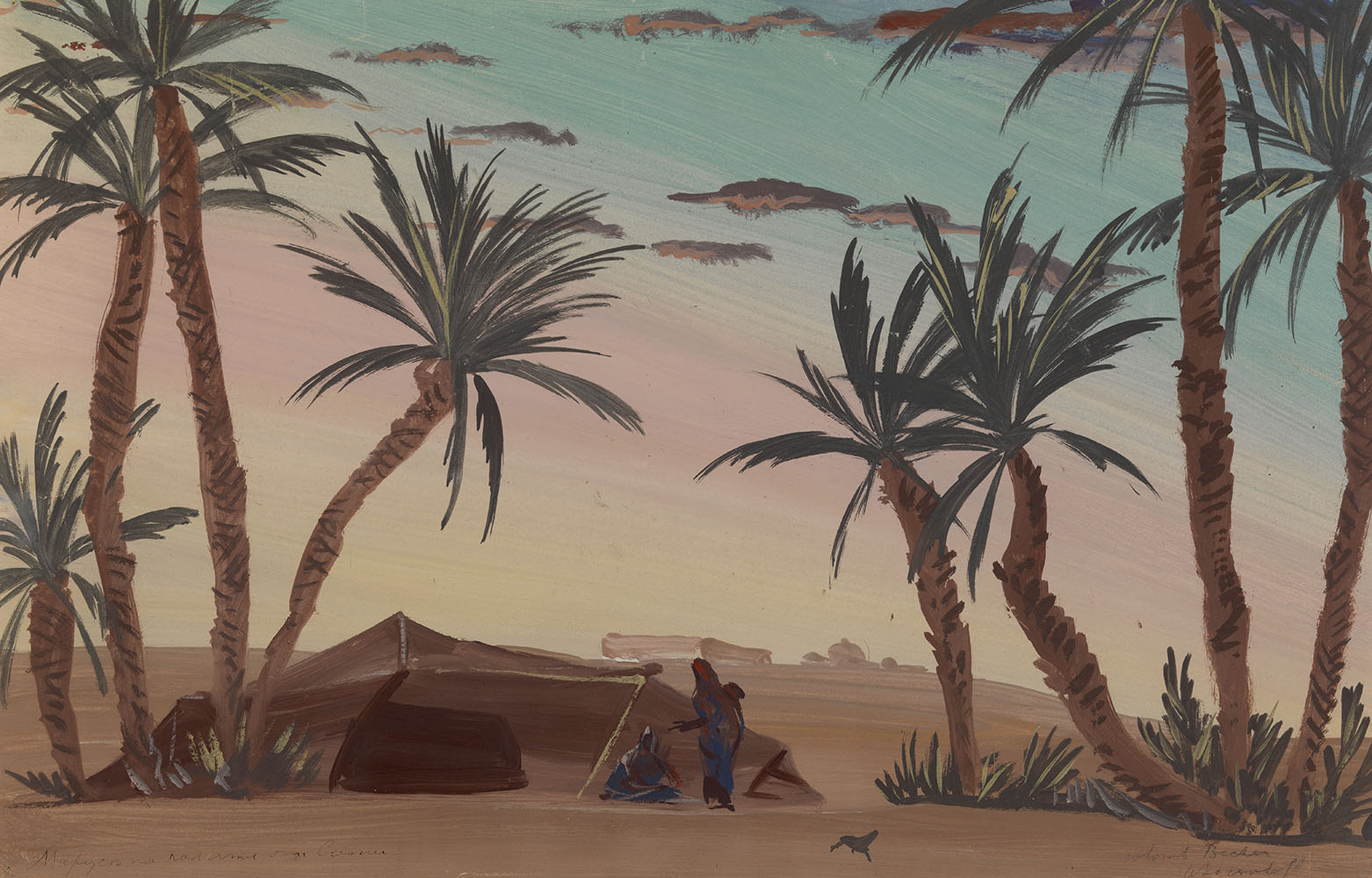
Vista de Colom-Béchar por A. Yakolev

Sidi M'hammed Ben Bouziane, un erudito rico que se instaló en Bechar, partirá en ese momento a la vecina ciudad de Kénadza, donde encontrará su Zaouïa. Por su parte, las tribus Ghenanma y Doui Menia se habían declarado la guerra y, como los Douia Menia solo iban a Béchar en ciertas épocas del año para comprar higos, parte de los Ghenanma se aprovecharon de la situación, para saquear los cultivos. El Doui Menia decidió, después de haber sido informado de la situación por Sidi M'hammed Ben Bouziane y haber sido llamado por los habitantes de la región, a luchar contra los Ghenanma. La batalla tuvo lugar en Redjem Kaam (entre Guelb El Aouda y Gueltet Amed ben Salah): Sheikh Aissa, jefe de Doui Menia, desafió a Kaam, el jefe de Ghenanma, a un duelo singular, en el que murió. Privados de su líder, los Ghenanma se disolvieron y fueron derrotados por el Doui Menia.
En el siglo XIX, las lluvias inusualmente intensas transformaron el Oued Béchard en un torrente que devastó la región y que se llamó uadi Lakhal debido al color de este último. Esta inundación marcó y cavó más profundamente el lecho de uadi y destruyó, entre otros, los principales sistemas de riego de Béchar, incluida en particular la gran acequia de Ait Atta.

### Época contemporánea
En 1902, durante la colonización francesa, la ciudad se llamó Colomb-Béchar y luego se unió a la parte de Territorios del Sur, una subdivisión de Argelia francesa entre 1902 y 1957. En 1958, formó parte de los Departamento de Saoura. Para asegurar el área fronteriza argelino-marroquí, una fuente de disturbios permanentes, Lyautey instaló nuevos puestos destinados a garantizar la seguridad de la región regularmente amenazada por las incursiones de tribus hostiles al asentamiento francés. Por lo tanto, estableció una línea de postas que comienza al sur de Béchar entonces situada en los territorios no delimitados por el Tratado de Lalla Maghnia, ocupó en 1903 el Ksar de Bechar lo renombró "Colomb" y luego lo integró en los departamentos franceses de Argelia. 
Durante la Segunda Guerra Mundial, se estableció un campo de concentración por el régimen de  régimen de Vichy en Colomb-Béchar, donde los prisioneros republicanos españoles y los comunistas franceses fueron sometidos a trabajos forzados y judíos. Fue cerca de Béchar que el general  Leclerc murió el 28 de noviembre de 1947 en el  accidente de su  B-25 Mitchell, durante una tormenta de arena durante una gira de inspección. Los 13 ocupantes del avión murieron al instante. Se convirtió en un municipio de servicio completo el 12 de diciembre de 1958.
En 1947, el ejército francés estableció una base de lanzamiento militar para cohetes y cohetes sonda llamado Centre interarmées d'essais d'engins spéciaux. Esta base de datos todavía se utilizó después de la independencia de Argelia, hasta 1967, bajo los términos de los Acuerdos de Evian entre Francia y Argelia El carbón, descubierto en 1907, no comenzó a explotarse hasta 1917, luego se volvió a explotar durante la Segunda Guerra Mundial, cuando Argelia quedó aislada de la metrópoli y requirió un rápido aumento de recursos y fuentes de energía locales Se produce la expansión de la cuenca de carbón de Djerada y en la década de 1950 se instaló una central térmica y la línea ferroviaria normal Mediterráneo-Níger se extendió a Kenadsa Después de la  independencia, la ciudad toma el nombre de Béchar

## Administración
El 19 de mayo de 2020, el presidente de la APC fue cesado por el wali, iniciándose procedimientos judiciales contra el por malversación de fondos, corrupción, tráfico de influencias, delitos cometidos en relación con la adjudicación de contratos públicos y el despilfarro de fondos públicos.

## Educación
La universidad de Béchar tiene 13 especialidades entre las que se encuentran las ciencias tecnológicas, el derecho, la gestión y la filología árabe.

## Salud
Este municipio alberga salas de tratamiento,  policlínicas y maternidad a cargo del Departamento de Salud y Población (DSP) de la  provincia de Béchar, así como del Ministerio de Salud, Población y Reforma Hospitalaria.
Las consultas especializadas así como las hospitalizaciones de los habitantes de este municipio se hacen en unos de los hospitales de la provincia de Béchar:
- Hospital Boudjemaa Tourabi de Béchar.[15]
- Hospital de Béni Abbès.
- Hospital de Abadla.
- Hospital Mohamed Boudiaf de Debdaba.
- Hospital de Béni-Ounif.[16]
- Hospital de Kerzaz.

Supervisa 10 salas de tratamiento de un total de 19 en la provincia de Béchar.
Este municipio supervisa 2 policlínicas de un total de 5 en la provincia de Béchar.
Este municipio supervisa 2 maternidades de un total de 8 maternidades en la provincia de Béchar.

## Economía
El rápido desarrollo de Bechar está estrechamente relacionado con la presencia del ejército argelino, especialmente a lo largo de la frontera con Marruecos.
Colomb-Béchar será el punto de partida de uno de los primeros tramos del Chemin de fer transsaharien: Argel-Gao-Bamako-Dakar.

## Personalidades
- Alla, músico e instrumentalista argelino y virtuoso del oud.
- Moustapha Djallit, futbolista argelino.
- Nahida Touhami es una corredora argelina.
- Hicham Boudaoui  futbolista argelino.

## Relaciones internacionales
La ciudad de Béchar está hermanada con dos ciudades :
- Nantes, Francia en 1996.[17]
- Dijon, Francia.[18]